# Budapesti AK
Budapesti AK – węgierski klub sportowy z siedzibą w Budapeszcie.działający w latach 1900–1934. Jedną z najważniejszych sekcji była sekcja piłkarska.

## Historia

### Chronologia nazw
- 1900: Budapesti Athletikai Klub (AK)
- 1910: Budapest-Csepeli AK (fuzja z Csepeli Athletikai Club)
- 1911: Budapesti AK
- 1920: Budapesti AK (połączenie z Nemzeti Torna Club)
- 1926: Budapesti Atlétikai Klub FC
- 1928: Budapesti Atlétikai Klub Testgyakorlók Köre

### Zawodnicy
- Jenő Károly
- Alfréd Schaffer

## Osiągnięcia
- W lidze: 1906 wiosna-1915 jesień, 1916/17-1920/21